# José Manuel Estepa Llaurens
José Manuel Estepa Llaurens (1926 – 2019) là một Hồng y người Tây Ban Nha của Giáo hội Công giáo Rôma. Ông hiện đảm nhận vai trò Hồng y Đẳng Linh mục Nhà thờ S. Gabriele Arcangelo all’Acqua Traversa. Ông từng đảm nhận vai trò Tổng giám mục Thường vụ Công giáo tại Quân đội Tây Ban Nha trong suốt 17 năm, từ năm 1986 đến khi hồi hưu năm 2003.
Vốn là một giáo sĩ trong vai trò lãnh đạo giáo hội địa phương, ông từng đảm trách nhiều vai trò tại Tây Ban Nha như: Giám mục Phụ tá Tổng giáo phận Madrid (1972 – 1983), Tổng giám mục Đại diện Công giáo tại Quân đội Tây Ban Nha (1983 – 1986), Tổng giám mục Tổng giáo phận Hiệu tòa Velebusdus (1983 – 1989), Tổng giám mục Hiệu tòa Italica (1989 – 1998). Ông được vinh thăng Hồng y ngày 20 tháng 11 năm 2010, bởi Giáo hoàng Biển Đức XVI.

## Tiểu sử
Hồng y José Manuel Estepa Llaurens sinh ngày 1 tháng 1 năm 1926 tại Andújar, Tây Ban Nha. Sau quá trình tu học dài hạn tại các cơ sở chủng viện theo quy định của Giáo luật, ngày 27 tháng 6 năm 1954, Phó tế Llaurens, 28 tuổi, tiến đến việc được truyền chức linh mục. Tân linh mục là thành viên linh mục đoàn Tổng giáo phận Madrid.
Sau hơn 18 năm thi hành các công việc mục vụ với thẩm quyền và cương vị của một linh mục, ngày 5 tháng 9 năm 1972, Tòa Thánh loan tin Giáo hoàng đã quyết định tuyển chọn linh mục José Manuel Estepa Llaurens, 46 tuổi, gia nhập Giám mục đoàn Công giáo Hoàn vũ, với vị trí được bổ nhiệm là Giám mục Phụ tá Tổng giáo phận Madrid, danh nghĩa Giám mục hiệu tòa Tisili. Lễ tấn phong cho vị giám mục tân cử được tổ chức sau đó vào ngày 15 tháng 10 cùng năm, với phần nghi thức chính yếu được cử hành cách trọng thể bởi 3 giáo sĩ cấp cao, gồm chủ phong là Hồng y Vicente Enrique y Tarancón, Tổng giám mục đô thành Tổng giáo phận Madrid; hai vị giáo sĩ còn lại, với vai trò phụ phong, gồm có Tổng giám mục Marcelo González Martín, Tổng giám mục đô thành Tổng giáo phận Toledo và Tổng giám mục José Ángel López Ortiz, O.S.A., Tổng giám mục Quân đội Tây Ban Nha. Tân giám mục chọn cho mình châm ngôn:PAX HOMINIBUS.
Sau gần 9 năm thi hành các công việc mục vụ với thẩm quyền và nghĩ của một Giám mục Phụ tá, Tòa Thánh quyết định thăng Giám mục José Manuel Estepa Llaurens lên hàng Tổng giám mục bằng quyết định bổ nhiệm Giám mục này làm Đại diện Công giáo tại Quân đội Tây Ban Nha, danh nghĩa Tổng giám mục Tổng giáo phận Hiệu tòa Velebusdus. Thông tin bổ nhiệm được Tòa Thánh công bố cách rộng rãi vào ngày 30 tháng 7 năm 1983. Ông giữ vị trí này cho đến ngày 21 tháng 7 năm 1986, khi trở thành Tổng giám mục thường vụ Công giáo Quân đội Tây Ban Nha. Ngày 18 tháng 11 năm 1989, Tổng iáo phận Hiệu tòa của ông bị thay thế từ Tổng giáo phận Hiệu tòa Velebusdus thành Giáo phận Hiệu tòa Italica. Ông giữ chức danh Giám mục Hiệu tòa Italica đên ngày 7 tháng 3 năm 1998.
Ngày 30 tháng 10 năm 2003, Tòa Thánh chấp thuận đơn xin từ nhiệm của ông, vì lý do tuổi tác, theo Giáo luật.
Bằng việc tổ chức công nghị Hồng y năm 2010 được cử hành ngày 20 tháng 11, Giáo hoàng Biển Đức XVI vinh thăng Tổng giám mục José Manuel Estepa Llaurensc tước vị danh dự của Giáo hội Công giáo là Hồng y. Tân Hồng y thuộc Đẳng Hồng y Linh mục và Nhà thờ Hiệu tòa được chỉ định là Nhà thờ San Gabriele Arcangelo all’Acqua Traversa. Sau đó, ông đã cử hành các nghi thức nhận nhà thờ hiệu tòa của mình vào ngày 29 tháng 4 năm 2011.
Ông qua đời ngày 21 tháng 7 năm 2019, thọ 93 tuổi.